# Dekanat Aichach-Friedberg

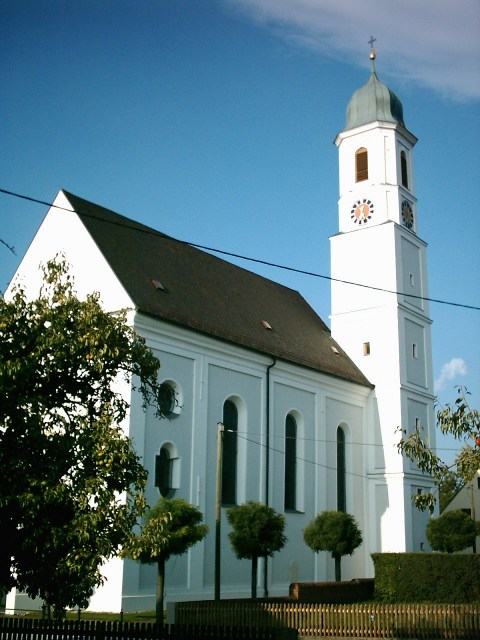
Pfarrkirche von Affing

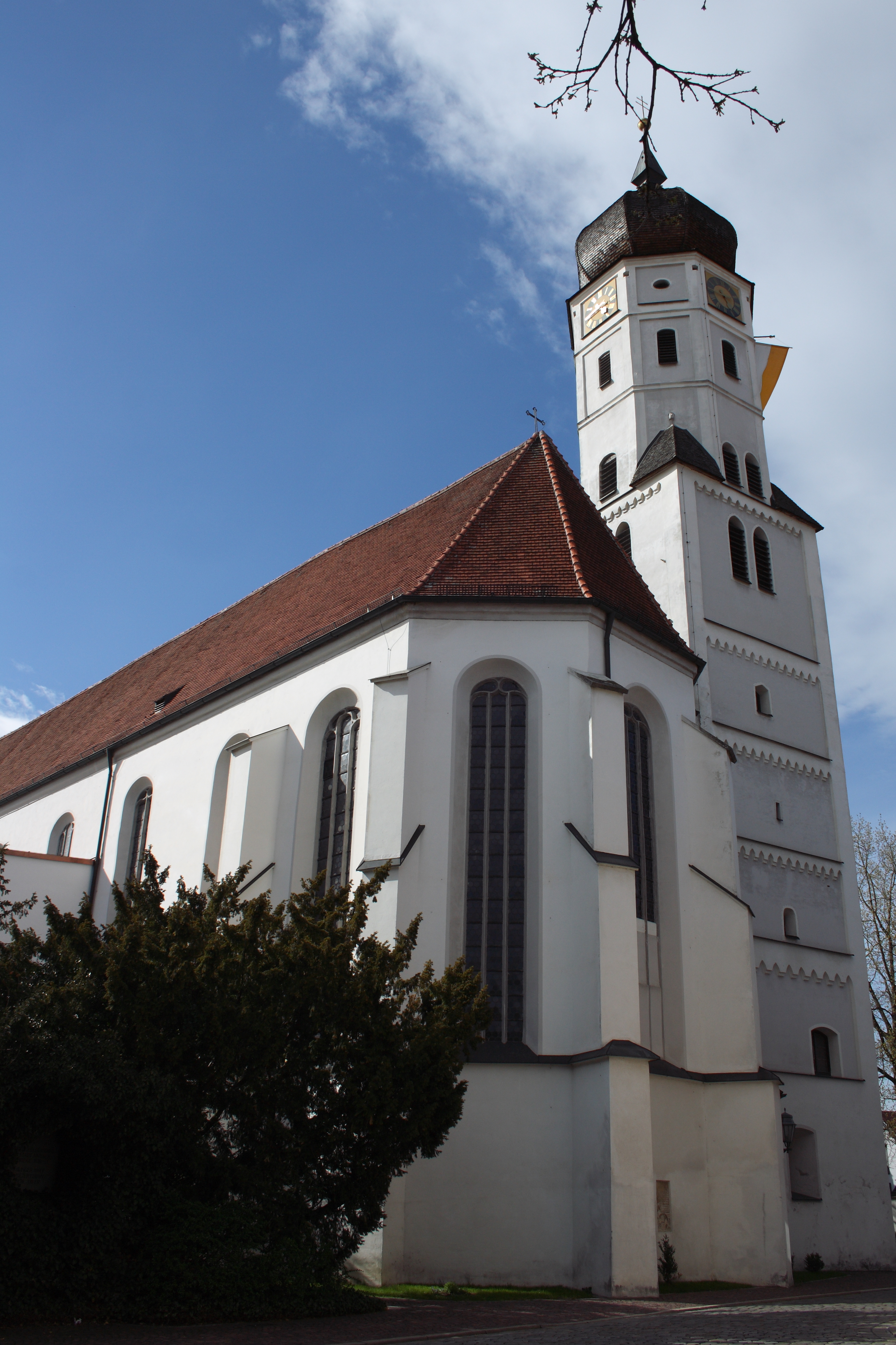
Die Aichacher Pfarrkirche Mariä Himmelfahrt

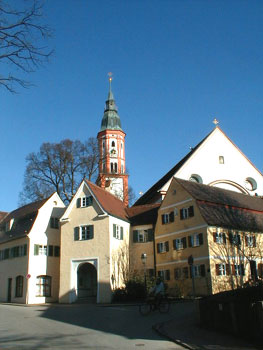
Die Meringer Pfarrkirche St. Michael

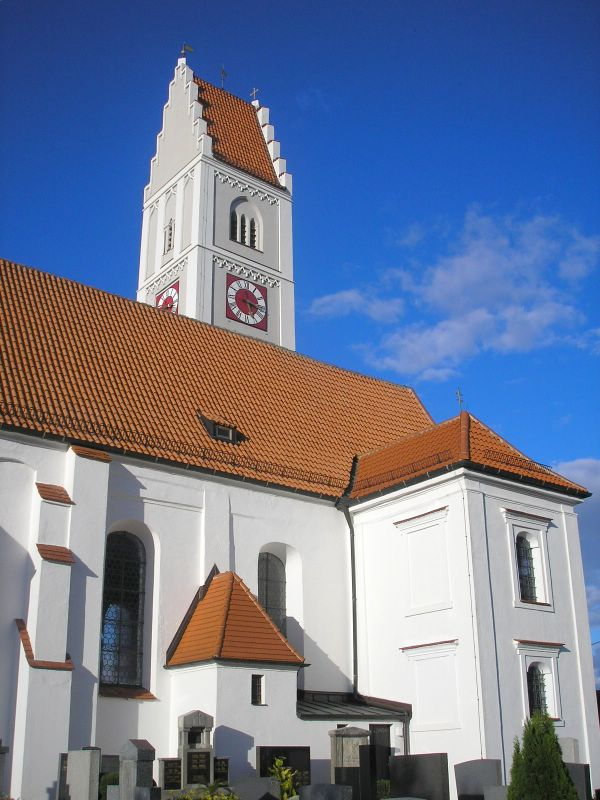
Pfarrkirche St. Stephan in Kissing

Das Dekanat Aichach-Friedberg ist eines von 23 Dekanaten des römisch-katholischen Bistum Augsburg.
Das Dekanat entstand im Zuge der Bistumsreform vom 1. Dezember 2012 durch die Zusammenlegung der früheren Dekanate Aichach und Friedberg. Ihr Sitz ist Augsburg.

## Gliederung
- Affing

Affing „St. Peter und Paul“,
Aulzhausen „St. Laurentius und Elisabeth“,
Gebenhofen Mariä Geburt,
Anwalting „St. Andreas“,
Haunswies „St. Jakobus maj“,
Mühlhausen „St. Johannes und Magdalena“;
- Aichach

Aichach „Mariä Himmelfahrt“,
Oberschneitbach „Heilige Agatha“,
Unterschneitbach „St. Emmeran“,
Walchshofen „St. Martin“,
Oberwittelsbach „Maria vom Siege“,
Ecknach „St. Peter und Paul“,
Oberbernbach „St. Johannes Baptist“;
- Aindling

Aindling „St. Martin“,
Eisingersdorf „St. Ulrich“,
Pichl „Mariä Heimsuchung“,
Alsmoos „St. Johannes Baptist“,
Petersdorf „St. Nikolaus“,
Rehling „St. Vitus und Katharina“,
Stotzard „St. Peter“,
Todtenweis „St. Ulrich und Afra“,
Willprechtszell „Mariä Heimsuchung“,
Hohenried „St. Georg und Gregor“;
- Inchenhofen

Hollenbach „St. Peter und Paul“,
Igenhausen „St. Michael“,
Inchenhofen „St. Leonhard“,
Ainertshofen „Maria Verkündigung“,
Sainbach „St. Nikolaus“;
- Klingen/Obergriesbach

Edenried „St. Vitus“,
Gallenbach „St. Stephan“
Griesbeckerzell „St. Laurentius“,
Obergriesbach „St. Stephan“,
Klingen „Mariä Himmelfahrt“,
Obermauerbach „St. Maria Magdalena“,
Zahling „St. Gregor der Große“,
Sulzbach „St. Verena“,
Thalhausen „St. Georg“,
- Kühbach/Schiltberg

Aufhausen „St. Johannes Baptist“,
Lauterbach „St. Alban“,
Großhausen „St. Johannes Baptist“,
Kühbach „St. Magnus“,
Ruppertszell „St. Michael“,
Metzenried „St. Stephan“,
Schiltberg „St. Maria Magdalena“,
Allenberg „Maria Königin“,
Rapperzell „St. Markus“,
Unterbernbach „St. Martin“,
Unterschönbach „St. Kastulus“;
- Pöttmes/Gundelsdorf

Ebenried „St. Anna“,
Echsheim „Mariä Heimsuchung“,
Reicherstein „Heilig Kreuz“,
Grimolzhausen „Mariä Heimsuchung“,
Gundelsdorf „Heilig Kreuz“,
Handzell „St. Maria Magdalena“,
Osterzhausen „St. Michael“,
Heimpersdorf „St. Johannes Baptist“,
Pöttmes „St. Peter und Paul“,
Schnellmannskreuth „Mariä Himmelfahrt“,
Schorn „St. Magnus“,
Wiesenbach „St. Markus“;
- Tandern

Hilgertshausen „St. Stephan“,
Alberzell „Heilig Kreuz“;
Pipinsried „St. Dionysius“,
Randelsried „St. Peter und Paul“,
Haag „St. Margareta“,
Tandern „St. Peter und Paul“;
- Baindlkirch

Baindlkirch „St. Martin“,
Holzburg „Maria Hilf“,
Mittelstetten „St. Silvester“,
Ried „St. Walburga“,
Althegnenberg „St. Johannes Baptist“,
Hörbach „St. Andreas“;
- Dasing/Adelzhausen

Adelzhausen „St. Elisabeth“,
Landmannsdorf „St. Sebastian“,
Dasing „St. Martin“,
Dasing „St. Franziskus“,
Heretshausen „St. Laurentius“,
Hohenzell „St. Stephanus“,
Laimering „St. Georg“,
Rieden „St. Vitus“,
Taiting „Mariä Verkündigung“,
Tödtenried „St. Katharina“,
Kiemertshofen „St. Nikolaus“,
Wessiszell „Unschuldige Kinder“,
Tattenhausen „St. Peter und Paul“,
Ziegelbach „St. Michael“;
- Friedberg

Derching „St. Fabian und Sebastian“,
Friedberg „St. Jakobus maj.“,
Wiffertshausen „St. Stephan“,
Friedberg „Unseres Herren Ruhe“,
Friedberg „St. Afra im Felde“,
Friedberg „St. Stephan“,
Haberskirch „St. Peter und Paul“,
Stätzling „St. Georg“,
Wulfertshausen „Maria Schnee und St. Radegundis“;
- Mering

Mering „St. Michael“,
Meringerzell „St. Johannes Baptist“,
- Merching

Eresried „St. Georg“,
Hochdorf „St. Peter und Paul“,
Merching „St. Martin“,
Schmiechen „St. Johannes Baptist,“
Maria-Kappel „Mariä Schmerzen“,
Steinach „St. Gangulf“,
Steindorf „St. Stephan“,
Hausen „St. Peter und Paul“,
Unterbergen „St. Alexander“;
- Ottmaring

Rehrosbach „St. Peter und Paul“,
Rinnenthal „St. Laurentius“,
Freienried „St. Antonius“,
Eurasburg „Heilig Kreuz“,
Bachern „St. Georg“,
Rohrbach „St. Philipp und Walburga“,
Ottmaring „St. Michael“,
Paar „St. Johannes Baptist“;
- Kissing

Kissing „St. Stephan“,
Kissing „St. Bernhard“;